# Kagematsu
Kagematsu ist ein Pen-&-Paper-Rollenspiel von Danielle Lewon, das 2009 bei Cream Alien Games erschien. Die deutsche Ausgabe erschien 2016 beim System Matters Verlag.

## Spielwelt
Kagematsu ist im feudalen Japan zur sogenannten Sengoku-Zeit angesiedelt. Die Spieler stellen dabei Frauen dar, die als einige der letzten Verbliebenen in einem kleinen Dorf leben, während die Männer in den Krieg eingezogen wurden. Zu Beginn des Spiels wird von den Spielern eine Bedrohung festgelegt, die das Dorf bedroht und vor der nur der titelgebende Rōnin Kagematsu die Bewohner retten kann. Die Frauen versuchen den Ronin im Laufe des Spiels zu verführen, damit er ihr Dorf beschützt.

## Konzept
Das Spiel macht Geschlechterrollen und ungleiche Machtverhältnisse in umgekehrten Rollen zum Inhalt, da ausdrücklich eine Frau die Spielleitung und die Rolle des Ronin übernehmen soll. Die Dorffrauen wiederum können lediglich mit "Liebreiz" oder "Unschuld" um sein Versprechen werben, sind dabei aber auf Würfelglück und die Bewertungen des Ronin angewiesen.

## Auszeichnung
Kagematsu gewann 2009 den Preis als Indie RPG of the Year und wurde 2010 für den Diana Jones Award nominiert.